# Liu Jianjun
Liu Jianjun (född 5 januari 1969) är en kinesisk idrottare som tog brons i badminton tillsammans med Sun Man vid olympiska sommarspelen 1996.